# Ulf Andersson (musiker)
Ulf Anders Hilmer Andersson, född 16 juli 1940 i Grundsunda församling, Västernorrlands län, död 2 februari 2023 i Skarpnäcks distrikt, Stockholms län, var en svensk jazzmusiker (saxofon, flöjt, klarinett), kompositör och kapellmästare.

## Biografi
Ulf Andersson, som var uppväxt i Husum, etablerade sig som musiker genom sitt medlemskap i Eje Thelins kvintett i början av 1960-talet. Han verkade sedan som frilansmusiker, bland annat i teateruppsättningar, i TV-produktioner och som studiomusiker.
Under 1970-talet var han med och bildade gruppen Egba, turnerade bland annat med Abba och spelade med Radiojazzgruppen. Under 1990-talet var han kapellmästare för Monica Zetterlund.
Andersson undervisade vid Kungliga Musikhögskolan i Stockholm och Kommunala Musikinstitutet KMI samt vid Musikhögskolan Ingesund.
Ulf Andersson är gravsatt i minneslunden på Skogskyrkogården i Stockholm.

## Priser och utmärkelser
- 2007 – Monica Zetterlund-stipendiet
- 2016 – Studioräven

## Diskografi
- Saxes & Woodwinds (Voice of Scandinavia, 1990)
- Born To Be Blue, med Anette Hagman-Johansson och Björn Liljeblad (Phontastic, 1996)

### Medverkande (urval)
- Eje Thelin Quintet, Jazz Jamboree 62 Vol. 2 (Polskie Nagrania Muza, 1962)
- Eje Thelin Quintet, So Far (Columbia, 1963)
- Eje Thelin, At The German Jazz Festival (Metronome, 1964)
- Bengt-Arne Wallin, Visa från Barnrike (SR Records, 1970)
- Knud Jörgensen, Beat On Hammond (Interdisc, 1971)
- Bengt-Arne Wallin, Wallin/Wallin (Dux, 1971)
- Finn Zetterholm och Marie Selander, Lillfar och lillmor (SR Records, 1971)

## Filmografi
- 1977 – Abba – the Movie (musiker)
- 1975 – Lejonet och jungfrun (musiker)

### Filmmusik
- 1975 – Lejonet och jungfrun (musiker)
- 1998 – Following the Smell of Money